# Wyszków
Wyszków [ˈvɨʂkuf] (deutsch 1941–1945 Hohenburg) ist die Kreisstadt des Powiat Wyszkowski der Woiwodschaft Masowien mit heute etwa 27.000 Einwohnern. Sie ist Sitz der gleichnamigen Stadt-und-Land-Gemeinde mit 39.708 Einwohnern (Stand 31. Dezember 2020).
Die Stadt liegt am Bug, etwa 55 km nordöstlich von Warschau.

## Geschichte
Die Ortschaft wurde erstmals im Jahr 1203 urkundlich erwähnt, 1502 erhielt diese Stadtrecht. Im Zweiten Nordischen Krieg von 1655 bis 1660 wurde die Stadt zerstört und verlor ihre Bedeutung für die Region.
Der Bau der Bahnstrecke Pilawa–Tłuszcz–Ostrołęka 1897 beschleunigte die Industrialisierung.
Vor dem Zweiten Weltkrieg lebten ca. 5000 Juden in Wyszkóws. Am 14. September 1997 wurde ein Denkmal für die Opfer des Holocaust in Wyszków enthüllt. Es wurde aus jüdischen Grabsteinen errichtet, die die Deutschen nach der Eroberung Polens 1939 als Baumaterial zweckentfremdet hatten.
Von 1975 bis 1998 gehörte Wyszków zur Woiwodschaft Ostrołęka und davor zur Woiwodschaft Warschau.

## Gemeinde
Zur Stadt-und-Land-Gemeinde (gmina miejsko-wiejska) Wyszków gehören die Stadt selbst und 27 Dörfer mit Schulzenämtern.

## Persönlichkeiten
- Mordechaj Anielewicz (1919–1943), Widerstandskämpfer
- Jarosław Kalinowski (* 1962), Politiker und Mitglied des Sejm
- Daniel Gołębiewski (* 1987), Fußballspieler
- Paweł Wiesiołek (* 1991), Zehnkämpfer